# 서울창동초등학교
서울창동초등학교는 대한민국 서울특별시 도봉구 창동에 있는 공립 초등학교이다.

## 학교 연혁
- 1930년 4월 1일 양주군 창동공립보통학교(4년제) 개교
- 1934년 3월 23일 4년제 제1회 졸업식
- 1936년 4월 1일 6년제로 개편
- 1938년 4월 1일 창동공립심상소학교 (교명 변경)[1]
- 1941년 4월 1일 창동공립국민학교 (교명 변경)[2]
- 1942년 3월 24일 6년제 제1회 졸업식
- 1946년 9월 11일 상계분교장 개설
- 1962년 12월 12일 도봉분교장 개설
- 1963년 1월 1일 서울시로 편입[3](서울창동국민학교)
- 1982년 8월 28일 방학국민학교(1227명), 창도국민학교(187명) 분리
- 1983년 8월 30일 숭미국민학교(315명) 분리
- 1984년 3월 1일 특수학급 신설
- 1986년 6월 20일 실과실 신설
- 1987년 9월 29일 컴퓨터실 개설(3교실 96대)
- 1989년 3월 1일 월천국민학교, 창경국민학교 분리(1393명)
- 1990년 9월 1일 창일국민학교, 창원국민학교 분리(1006명)
- 1994년 9월 1일 병설유치원 개원(2학급 64명)
- 1996년 3월 2일 서울창동초등학교로 개칭[4]
- 1997년 9월 1일 북부교육청 과학실험연수원 개원
- 2003년 12월 17일 과학실 현대화 사업
- 2004년 3월 1일 가인초등학교(148명) 분리
- 2017년 8월 21일 과학실, 방송실 환경개선 사업
- 2017년 11월 28일 조합놀이대 설치 공사
- 2018년 2월 1일 도봉형 마을방과후활동운영센터 개소
- 2019년 9월 30일 에코스쿨 조성 공사
- 2020년 2월 11일 제86회 졸업식(65명)
- 2020년 3월 14일 본관 현관 환경 개선 공사
- 2020년 4월 30일 정문, 후문 바닥 보도블록 공사
- 2020년 7월 13일 전 교실 방충망 설치
- 2021년 2월 9일 제87회 졸업식(67명)

## 학교 상징
- 교화(校花) - [[목련]: 순수하고 소박함을 향기로 품으며, 우아하고 생명력이 강하며 희망적 미래의 꿈을 나타낸다.
- 교목(校木) - 향나무: 청빈하고 발전적이며, 늘 푸르름은 강직하고 장엄한 불변의 기상을 나타낸다.

## 참고 자료
- 서울창동초등학교 - 한국교육학술정보원 학교알리미